# Diabetes mellitus tipo 2
Diabetes mellitus do tipo 2 é um distúrbio metabólico caracterizado pelo elevado nível de glicose no sangue, resistência à insulina e relativa falta de insulina. Os sintomas mais comuns são a sede excessiva, micção frequente e perda de peso inexplicável. Outros possíveis sintomas são fome excessiva, fadiga e feridas que não cicatrizam. Em muitos casos os sintomas manifestam-se de forma gradual e lenta. Entre as complicações a longo prazo dos níveis elevados de glicose estão doenças cardiovasculares, acidentes vasculares cerebrais, retinopatia diabética que pode causar cegueira, insuficiência renal e má circulação de sangue nos membros que pode levar a amputações. Pode ainda ocorrer Coma hiperosmolar hiperglicémico de aparecimento súbito, embora a cetoacidose diabética seja pouco comum.
A diabetes do tipo 2 ocorre como consequência da obesidade e falta de exercício físico. Algumas pessoas apresentam uma predisposição genética superior. A diabetes do tipo 2 corresponde a 90% dos casos de diabetes, sendo os restantes 10% constituídos principalmente por diabetes do tipo 1 e diabetes gestacional. Na diabetes do tipo 1, as células beta do pâncreas não produzem insulina em quantidade suficiente para controlar a glicose no sangue. O diagnóstico da diabetes é feito com análises ao sangue que avaliam a quantidade de glicose no plasma, provas de tolerância à glicose oral ou hemoglobina glicosilada.
A diabetes do tipo 2 pode ser parcialmente evitável mantendo um peso saudável, praticando exercício físico com regularidade e mantendo uma dieta equilibrada. O tratamento consiste em exercício físico e dieta adequada. Quando estas medidas não são suficientes para diminuir a quantidade de glicose no sangue, geralmente é recomendada a administração de metformina. Muitas pessoas podem eventualmente necessitar de injeções de insulina. A avaliação periódica dos níveis de glicose está recomendada para pessoas que se encontram a tomar insulina, embora nem sempre seja necessária em pessoas a tomar apenas medicação. Em pessoas obesas, a cirurgia bariátrica pode melhorar a diabetes.
A incidência da diabetes tem subido de forma significativa desde a década de 1960, em paralelo com a obesidade. Em 2015 havia 392 milhões de pessoas diagnosticadas com diabetes do tipo 2, muito mais do que os 30 milhões em 1985. A doença tem geralmente início durante a meia-idade ou durante a terceira idade, embora a incidência esteja a aumentar em pessoas jovens. A diabetes do tipo 2 está associada a uma diminuição de dez anos na esperança de vida. A diabetes foi uma das primeiras doenças a ser descrita. A importância da insulina na diabetes foi determinada na década de 1920.

## Sinais e sintomas

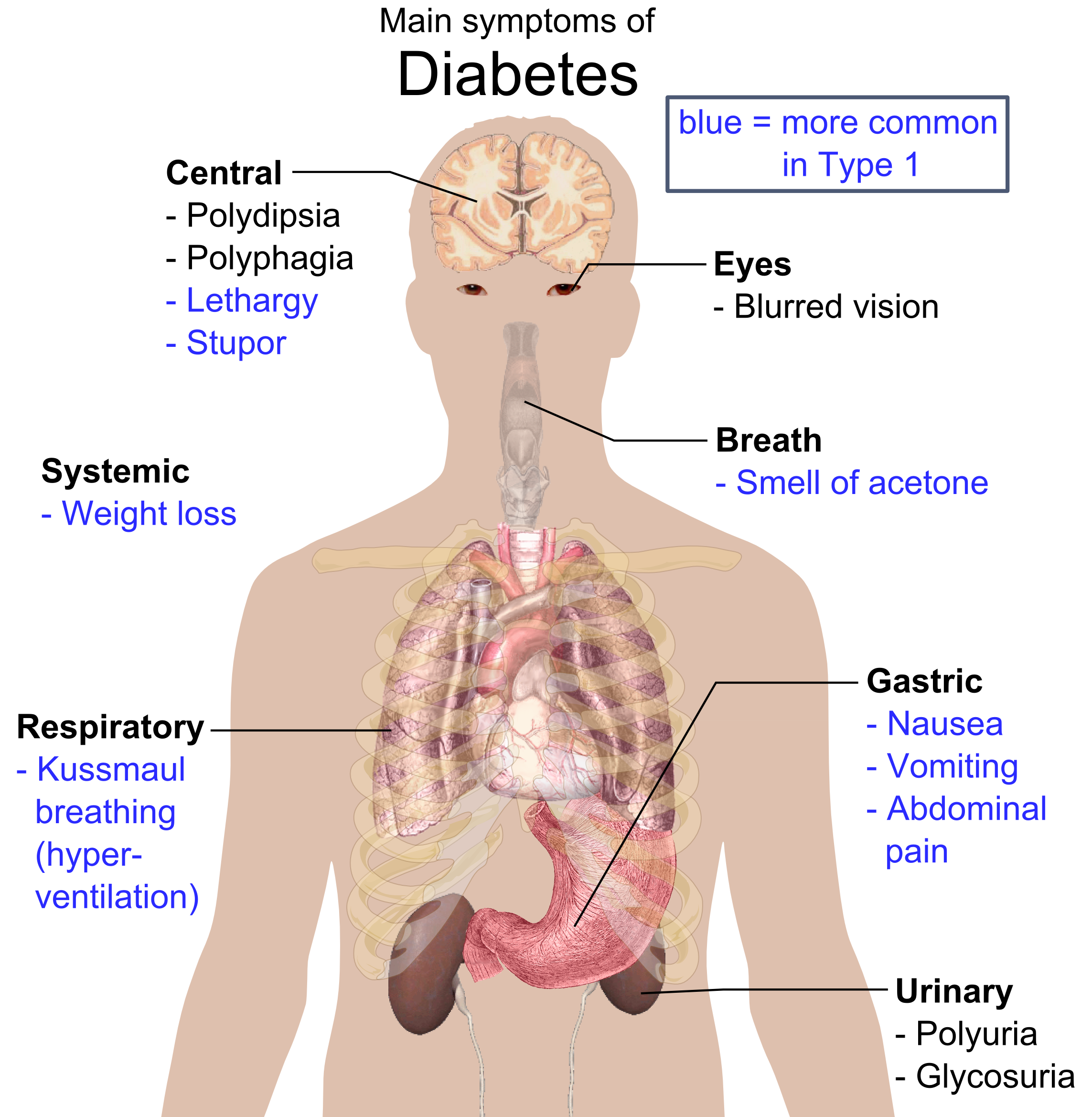
Sinopse dos mais relevantes sintomas de diabetes.

Os sintomas habituais da diabetes são a poliúria (micção frequente), a polidipsia (sensação de sede), polifagia (sensação de fome) e perda de peso. Entre os outros sintomas descritos no momento do diagnóstico estão a visão turva, prurido, neuropatia, infecções vaginais recorrentes e fadiga. No entanto, muitos indivíduos não apresentam qualquer sintoma durante os primeiros anos da doença e são apenas diagnosticados com diabetes através de exames de rotina. Os indivíduos com diabetes do tipo 2 podem, ainda que raramente, apresentar coma hiperosmolar hiperglicémico, uma condição hiperglicémica associada à diminuição do estado de consciência e reduzida pressão arterial.

### Complicações
A diabetes de tipo 2 é normalmente uma doença crónica, à qual corresponde uma diminuição da esperança média de vida de dez anos. Isto deve-se em parte a uma série de complicações graves associadas à doença, nas quais se inclui o risco duas a quatro vezes maior de doenças cardiovasculares, como a cardiopatia isquémica ou um AVC, um risco vinte vezes maior de amputações dos membros inferiores e a uma maior taxa de hospitalizações. Nos países desenvolvidos, e em progressão nas demais regiões, a diabetes é a principal causa de cegueira não-traumática e de insuficiência renal crónica. A doença tem também sido associada a um risco acrescido de disfunções cognitivas e de demência, manifestado através de outras doenças como a doença de Alzheimer ou a demência vascular. Entre outras complicações possíveis estão a acantose nigricans, a disfunção eréctil e infecções regulares.

## Causas
O desenvolvimento da diabetes de tipo 2 é causado pela combinação de factores genéticos com o estilo de vida. Enquanto alguns desses factores de risco podem ser controlados pelo próprio, como a dieta alimentar e a obesidade, há outros que são impossíveis de controlar, como a predisposição genética, o envelhecimento e o género feminino. A privação de sono tem também sido associada à diabetes de tipo 2, que se acredita dever-se às implicações no metabolismo. A situação nutricional da mãe durante o desenvolvimento do feto pode também ter alguma influência, tendo sido proposto como mecanismo de actuação a alteração da metilação do ADN .

### Estilo de vida
Há uma série de fatores relacionados com o estilo de vida que são relevantes no desenvolvimento da diabetes do tipo 2, entre eles a obesidade (definida por um índice de massa corporal superior a 30), a falta de exercício físico, uma dieta desequilibrada, o stress e a urbanidade. O excesso de massa corporal está relacionado com 30% dos casos em indivíduos de ascendência Chinesa e Japonesa, com 60 a 80% dos casos nos de ascendência Europeia e Africana, e com a totalidade dos casos nos índios Pima e nos naturais das Ilhas do Pacífico. Mesmo os que não são obesos apresentam frequentemente um índice cintura/quadril elevado. Os fatores dietéticos influenciam também o risco de vir a desenvolver diabetes do tipo 2. O consumo excessivo de bebidas açucaradas está associado ao aumento do risco. O tipo de gorduras consumido é igualmente relevante, uma vez que as gorduras saturadas e os ácidos gordos trans aumentam o risco, enquanto que as gorduras poliinsaturadas e monoinsaturadas diminuem o risco de vir a desenvolver a doença. O consumo excessivo de arroz branco aparenta também aumentar o risco, enquanto que a falta de exercício mostra estar na origem de 7% dos casos.

### Genéticas
A maioria dos casos de diabetes envolve vários genes, e cada um desses genes representa uma pequena contribuição para a probabilidade de um indivíduo poder vir a ser um diabético do tipo 2. Se um gémeo idêntico tem diabetes, a probabilidade de o outro vir a desenvolver a doença ao longo da vida é superior a 90%, enquanto que para gémeos falsos é de apenas 25 a 50%. Até 2011, foram identificados mais de 36 genes que contribuem para o risco de diabetes do tipo 2. O alelo TCF7L2, por exemplo, aumenta uma vez e meia o risco de vir a desenvolver a doença e é o que representa maior risco entre as variantes genéticas mais comuns. A maior parte dos genes relacionados com a diabetes estão implicados nas funções das células beta.
Existem casos raros de diabetes que têm origem numa anomalia de um único gene, conhecidos como diabetes monogénica. Estes casos englobam, entre outros, a diabetes MODY,  a síndrome de Donahue e a síndrome de Rabson-Mendenhall. A diabetes MODY corresponde a 1-5% do total de casos de diabetes em jovens.

### Condições médicas
Existem uma série de medicamentos e de outros problemas de saúde que podem provocar a predisposição para a diabetes. Entre estes medicamentos estão os glicocorticóides, a tiazida, os bloqueadores beta, os antipsicóticos atípicos e as estatinas. Indivíduos que tenham tido diabetes gestacional apresentam maior risco de vir a desenvolver diabetes do tipo 2.

## Fisiopatologia
A diabetes do tipo 2 deve-se à produção insuficiente de insulina pelas células beta no âmbito da resistência à insulina. A resistência à insulina, que é a incapacidade das células em responder de forma adequada ao nível normal de insulina, ocorre principalmente nos músculos, fígado e tecido adiposo. Numa situação normal, a insulina suprime a libertação de glicose no fígado. No entanto, caso se verifique resistência à insulina, o fígado liberta impropriamente glicose para o sangue. A proporção de resistência à insulina e do nível de disfunção das células beta varia de indivíduo para indivíduo. Enquanto que em alguns se verifica sobretudo resistência à insulina e apenas uma lacuna ligeira na secreção de insulina, outros apresentam apenas uma ligeira resistência à insulina ao mesmo tempo que uma deficiência acentuada na secreção de insulina.
Entre outros mecanismos potencialmente associados com a diabetes do tipo 2 encontra-se o aumento da separação de lípidos nas células adiposas, a resistência a ou a falta de incretina, o nível elevado de hormonas glicagina no sangue, o aumento da retenção de sal e água nos rins e a regulação inadequada do metabolismo pelo sistema nervoso central. No entanto, nem todas as pessoas com resistência à insulina desenvolvem diabetes, uma vez que também é necessário que haja incapacidade das células pancreáticas em segregar insulina.

## Diagnóstico
| Condição                               | Glicemia P às 2h | Glicemia P jejum         | HbA1c   |
| -------------------------------------- | ---------------- | ------------------------ | ------- |
|                                        | mmol/l(mg/dl)    | mmol/l(mg/dl)            | %       |
| Normal                                 | <7,8 (<140)      | <6,1 (<110)              | <6,0    |
| Anomalia da glicemia em jejum (AGJ)    | <7,8 (<140)      | ≥ 6,1(≥110) & <7,0(<126) | 6,0–6,4 |
| Anomalia da tolerância à glicose (ATG) | ≥7,8 (≥140)      | <7,0 (<126)              | 6,0–6,4 |
| Diabetes mellitus                      | ≥11,1 (≥200)     | ≥7,0 (≥126)              | ≥6,5    |

Segundo os critérios da Organização Mundial de Saúde, o diagnóstico da diabetes, quer seja do tipo 1 ou 2, pode ser determinado com recurso a dois métodos, dependendo se existem ou não sintomas associados. Quando não existem sintomas associados, é necessário confirmar a doença através de uma prova de tolerância à glicose oral. A prova consiste numa colheita de sangue em jejum, seguindo-se a ingestão de uma sobrecarga de 75 g de glicose e fazendo-se nova colheita duas horas depois. A doença é confirmada se qualquer uma das amostras apresentar valores de concentração plasmática de glicose superiores aos de referência, nomeadamente:
- em jejum ≥7,0 mmol/l (126 mg/dl)
- duas horas depois da ingestão da sobrecarga ≥ 11,1 mmol/l (200 mg/dl)

Sempre que se manifestem os sintomas habituais da diabetes, é possível confirmar o diagnóstico através de uma única colheita de sangue aleatória, confirmando-se o diagnóstico caso se registem valores superiores a 11,1 mmol/l (200 mg/dL) ou de hemoglobina glicosilada(HbA1c) superior a 6,5%. Em 2009, uma comissão internacional de peritos que envolveu representantes da Associação Americana de Diabetes, da Federação Internacional de Diabetes e da Associação Europeia para o Estudo da Diabetes, recomendou que no diagnóstico de diabetes fosse estabelecido um valor de referência ≥6,5% HbA1c. Recomendou também que se devem repetir quaisquer exames com resultados positivos, a não ser que a pessoa manifeste também sintomas e valores de glicemia >11,1 mmol/l (>200 mg/dl).
Os valores de referência no diagnóstico da diabetes têm por base a relação entre os resultados dos testes de tolerância à glicose, à glicose em jejum ou à hemoglobina glicosilada, e complicações como lesões na retina. É preferível uma colheita aleatória em jejum em relação à prova de tolerância à glicose, uma vez que é mais cómoda para a pessoa. O exame à hemoglobina glicosilada tem a vantagem de não requerer o jejum e dos resultados serem mais estáveis, mas é significativamente mais caro que os exames à concentração de glicose no sangue. Estima-se que 20% das pessoas afectadas com diabetes nos Estados Unidos não saibam que têm a doença. A diabetes mellitus do tipo 2 caracteriza-se pela elevada concentração de glicose no sangue no âmbito da resistência à insulina e pela insuficiência relativa de insulina. Distingue-se da diabetes mellitus tipo 1, na qual se verifica a deficiência completa de insulina devido à destruição dos ilhéus de Langerhans no pâncreas; e da diabetes gestacional, que é a hiperglicemia resultante da intolerância a hidratos de carbono que se manifesta durante a gravidez. É possível distinguir entre os tipos 1 ou 2 de diabetes com base nas circunstâncias. Se houver dúvidas em relação ao diagnóstico pode ser realizado um exame à imunoglobulina para confirmar a diabetes do tipo 1, ou aos níveis de péptidos C para confirmar a diabetes de tipo 2.

## Rastreio
Nenhuma das principais organizações clínicas recomenda o rastreio universal da diabetes, uma vez que não está demonstrado que tal programa viesse a ter impacto significativo no controlo da doença. Nos Estados Unidos, a United States Preventive Services Task Force recomenda o rastreio em adultos sem sintomas, mas cuja pressão arterial seja superior a 135/80 mmHg. Não há ainda evidências suficientes que permitam concluir a favor ou contra o rastreio em indivíduos que apresentem menores valores de pressão arterial. A Organização Mundial de Saúde recomenda o rastreio apenas para grupos de alto risco, que englobam indivíduos com mais de 45 anos, ou que tenham um familiar em primeiro grau diabético, que pertençam a determinadas etnias ou ainda que apresentem um histórico de diabetes gestacional, síndrome do ovário policístico, excesso de peso, e condições relacionadas com a síndrome metabólica.

## Prevenção
O aparecimento da diabetes de tipo 2 pode ser adiado ou prevenido através de uma dieta equilibrada e de exercício físico regular. O exercício é sempre benéfico, independentemente do peso inicial ou do peso que se venha a perder. No entanto, são ainda escassas as evidências que sustentem que apenas alterações na dieta, sem serem acompanhadas de exercício, sejam por si só benéficas. Alguns estudos apontam para benefícios individuais de uma dieta rica em hortaliças folhosas e outros para os benefícios da restrição do consumo de bebidas açucaradas, como os refrigerantes. Em indivíduos com anomalia da tolerância à glicose, a alteração na dieta e o exercício físico, sozinhos ou combinados com metformina ou acarbose, podem reduzir o risco de desenvolver diabetes. A intervenção no estilo de vida é, no entanto, mais eficaz que a metformina.

## Tratamento
O tratamento da diabetes de tipo 2 foca-se na manutenção do nível de glicose no sangue dentro dos parâmetros normais, e em intervenções no estilo de vida, fazendo assim diminuir outros factores de risco cardiovascular. Em 2008, foi recomendado o autocontrolo da glicose em indivíduos a quem tinha sido recentemente diagnosticada diabetes do tipo 2, embora tenham já sido questionados os eventuais benefícios dessa acção em pacientes que não estejam a tomar múltiplas doses de insulina. Gerir outros factores de risco cardiovascular, como a hipertensão, o colestrol elevado e a albumina, aumenta a esperança de vida do diabético. A redução intensiva do nível de glicose (HbA1C <6%), em comparação com a redução normal (HbA1C 7-7.9%), não aparenta ter qualquer efeito na mortalidade. O objectivo do tratamento são normalmente valores de HbA1C inferiores a 7% ou de glicose em jejum inferior a 6,7 mmol/L (120 mg/dL). No entanto, este objectivo pode variar em função da consulta e da avaliação realizada por um profissional de saúde, que leva em conta outros factores de risco como a hipoglicemia e a esperança de vida. Recomenda-se que todos os indivíduos com diabetes do tipo 2 façam regularmente exames oftalmológicos.

### Estilo de vida
As fundações do tratamento da diabetes são o exercício físico e uma dieta adequada. O exercício físico em quantidade produz melhores resultados. O exercício aeróbico permite reduzir os valores de HbA1C e aumentar a sensibilidade à insulina. O exercício de resistência é igualmente benéfico e a combinação dos dois tipos de exercício pode ser o mais eficaz. É importante também uma dieta diabética que permita perder peso. Embora a questão da melhor dieta seja ainda bastante controversa, a dieta do baixo índice glicémico tem revelado melhorar o controlo do nível de glicose no sangue. O esclarecimento clínico apropriado à cultura do paciente, nos casos de diabéticos de minorias étnicas, pode também ajudar no controlo glicémico. Se as alterações nos hábitos de vida em indivíduos com casos leves de diabetes não melhorarem o nível de glicose ao fim de seis semanas, deve ser considerada a hipótese de medicação. Por incrível que pareça, um estudo chegou à conclusão que o consumo moderado de bebida alcoólica reduziu a frequência de diabetes em 32% em homens e 27% em mulheres.

### Medicação

Blisters de metformina 500 mg

Estão disponíveis várias classes de antidiabéticos. A metformina é normalmente o recomendado para iniciar o tratamento, já que existem algumas evidências de que reduz também a mortalidade. Pode-se recorrer a um segundo agente oral de classe diferente caso a metformina não seja suficiente. Entre as outras classes disponíveis encontram-se as sulfonilureias, secretagogos não sulfonilureia, inibidores da alfaglicosidase, tiazolidinedionas, miméticos do GLP-1 e inibidores da dipeptidil peptidase-4. A metformina não deve ser prescrita para indivíduos com problemas graves no fígado ou pâncreas. As injecções de insulina podem ser usadas isoladamente ou como complemento à medicação oral.
A maior parte dos diabéticos não precisa de insulina imediatamente. Quando há necessidade de se recorrer a um tratamento com insulina, normalmente prescreve-se uma dose nocturna de longa duração e em conjunto com a medicação oral. A dose pode ser aumentada para se ajustar ao nível de controlo do nível de glicose pretendido. Quando a insulina nocturna se mostra insuficiente, a administração de duas doses ao dia pode permitir obter melhor controlo. As insulinas de longa duração – glargina e detemir – não aparentam ser significativamente superiores em relação à insulina NPH, embora tenham maiores custos de produção. Em grávidas, o tratamento com insulina é normalmente preferencial.

### Cirurgia
A cirurgia de redução de peso em indivíduos obesos é uma medida eficaz no tratamento da diabetes. Grande parte dos que se submetem ao tratamento são capazes de conservar níveis de glicose normais depois da cirurgia, recorrendo a pouca ou nenhuma medicação, diminuindo também a mortalidade a longo prazo. A intervenção apresenta, no entanto, um risco menor de mortalidade a curto prazo inferior a 1%. Os valores do índice de massa corporal para os quais a cirurgia seja recomendada não são ainda claros. É no entanto recomendado que esta opção seja considerada nos casos em que o paciente não seja capaz de controlar o peso e o nível de glicemia.

## Epidemiologia

Prevalência da diabetes no mundo em 2000 (por cada 1000 habitantes). A média mundial foi de 2,8%.

Estima-se que no ano de 2010, à escala mundial, 285 milhões de pessoas fossem portadoras de diabetes de tipo 2, o que corresponde a 90% dos casos de diabetes e que equivale a 6% da população mundial adulta. A diabetes é vulgar tanto nos países desenvolvidos como em desenvolvimento. No entanto, é invulgar em regiões sub-desenvolvidas. O risco de vir a contrair a doença aparenta ser maior nas mulheres, assim como em determinadas etnias, como nos povos da Ásia Meridional, nos povos insulares do Pacífico, nos latino-americanos e nos ameríndios. Isto pode estar relacionado com uma maior sensibilidade em relação ao estilo de vida ocidental em determinadas etnias. Até agora considerada uma doença adulta, o número de diagnósticos de diabetes de tipo 2 em crianças tem vindo a crescer, em paralelo com o aumento da prevalência da obesidade. Entre os adolescentes norte-americanos, por exemplo, o diagnóstico de diabetes de tipo 2 é actualmente tão frequente como o de tipo 1.
Estima-se que em 1985 houvesse 30 milhões de diabéticos, tendo o número aumentado para 135 milhões em 1995 e para 217 milhões em 2005. Acredita-se que este aumento seja devido sobretudo ao envelhecimento da população, à diminuição do exercício físico e ao aumento da proporção de obesos. No ano 2000, os cinco países com o maior número de diabéticos foram a Índia (31,7 milhões), a China (20 milhões), os Estados Unidos (17,7 milhões), a Indonésia (8,4 milhões) e o Japão (6,8 milhões). A Organização Mundial de Saúde reconheceu a doença como epidemia global.

## História
A diabetes foi uma das primeiras doenças a ser descrita. Um manuscrito Egípcio datado de ca. 1500 a.C. faz referência a um "esvaziamento muito grande de urina". Pensa-se que os primeiros casos descritos sejam de diabetes do tipo 1. Por volta da mesma época, a doença foi identificada por médicos Indianos, que a designaram como "urina de mel" depois de repararem que a urina diabética tinha a particularidade de atrair formigas. No entanto, o termo "diabetes" só viria a ser introduzido em 230 a.C. pelo Grego Apolónio de Mênfis. A doença era rara  durante o Império Romano, e Galeno chegou a comentar que durante toda a sua carreira tinha observado apenas dois casos. A separação dos tipos 1 e 2 de diabetes enquanto condições médicas distintas foi feita pela primeira vez pelos Indianos Sushruta e Charaka durante o século V d.C., associando o tipo 1 com a juventude e o tipo 2 com o excesso de peso. O termo "mellitus", ou "do mel", foi acrescentado pelo Britânico John Rolle no fim do século XVIII, de forma a separar esta condição da diabetes insipidus que está igualmente associada com a micção frequente. O primeiro tratamento eficaz só viria a ser desenvolvido já no início do século XX, depois de os Canadianos Frederick Banting e Charles Best terem descoberto a insulina em 1921 e 1922, que por sua vez possibilitou o desenvolvimento da Insulina NPH durante a década de 1940.